# Cratere Ferdinand
Ferdinand è un cratere sulla superficie di Miranda.